# Chalinolobus gouldii
Chalinolobus gouldii (Gray, 1841) è un pipistrello della famiglia dei Vespertilionidi endemico dell'Australia.

## Descrizione

### Dimensioni
Pipistrello di piccole dimensioni, con la lunghezza dell'avambraccio tra 36 e 47 mm, la lunghezza della coda tra 31 e 46 mm, la lunghezza delle orecchie tra 8 e 13 mm e un peso fino a 20 g.

### Aspetto
La pelliccia è lunga, fine e vellutata. Il colore generale del corpo è bruno-castano scuro con la testa e le spalle quasi nerastre. Il muso è corto e largo, dovuto alla presenza di una massa ghiandolare presente su ogni lato e separata da un profondo solco dalle narici che si aprono lateralmente. Le orecchie sono corte, triangolari, con l'estremità arrotondata e con l'antitrago che si estende attraverso un lobo carnoso rotondo sul labbro inferiore all'angolo posteriore del muso e un lobo allungato più piccolo lungo il labbro inferiore. Il trago è corto, allargato verso l'estremità arrotondata ed inclinato in avanti. Le membrane alari sono marroni scure e attaccate posteriormente alla base delle dita dei piedi, i quali sono piccoli. La coda è lunga ed inclusa completamente nell'ampio uropatagio. Il calcar è provvisto di una carenatura rotonda ben sviluppata. 

### Ecolocazione
Emette ultrasuoni ad alto ciclo di lavoro sotto forma di impulsi di breve durata a frequenza modulata iniziale di 106±16,2 kHz, finale di 29,6±0,5 kHz e massima energia a 41,3±0,5 kHz.

## Biologia

### Comportamento
Si rifugia in gruppi di 30-200 individui nelle cavità degli alberi e negli edifici. Entra in uno stato di ibernazione durante i periodi più freddi. Il volo è rapido e con manovrabilità limitata. L'attività predatoria inizia circa venti minuti dopo il tramonto.

### Alimentazione
Si nutre di insetti, particolarmente di Blattoidea, Plecoptera, ortotteri, emitteri, coleotteri, ditteri, lepidotteri ed imenotteri, catturati sotto la volta forestale oppure in spazi aperti.

### Riproduzione
Danno alla luce due piccoli alla volta da novembre a gennaio dopo una gestazione di circa tre mesi. Gli accoppiamenti avvengono da marzo a giugno. 

## Distribuzione e habitat
Questa specie è diffusa in tutta l'Australia, eccetto la Penisola di Capo York e la piana di Nullarbor, nella parte meridionale dell'Australia meridionale. È inoltre presente in Tasmania e sull'isola di Norfolk, sebbene la popolazione di quest'ultima isola sia probabilmente estinta.
Vive in diversi tipi di habitat, incluse le città fino a 1.500 metri di altitudine.

## Conservazione
La IUCN Red List, considerato il vasto areale, la tolleranza a diversi tipi di habitat e la popolazione numerosa, classifica C.gouldii come specie a rischio minimo (Least Concern)).